# Lazarat (kommunhuvudort i Albanien)
Lazarat är en kommunhuvudort i Albanien. Den ligger i distriktet Rrethi i Gjirokastrës och prefekturen Qarku i Gjirokastrës, i den södra delen av landet. Lazarat ligger 457 meter över havet och antalet invånare är 3 160.
Terrängen runt Lazarat är kuperad åt nordost, men åt sydväst är den bergig. Närmaste större samhälle är Gjirokastër, 3,3 km norr om Lazarat. 
Trakten runt Lazarat består till största delen av bergsstäpp.